# Kopilovtsi (distrikt i Bulgarien, Montana)
Kopilovtsi (bulgariska: Копиловци) är ett distrikt i Bulgarien.   Det ligger i kommunen Obsjtina Georgi-Damjanovo och regionen Montana, i den västra delen av landet, 80 km norr om huvudstaden Sofia.
I omgivningarna runt Kopilovtsi växer i huvudsak lövfällande lövskog. Runt Kopilovtsi är det glesbefolkat, med 15 invånare per kvadratkilometer.